# Blanka Úlehlová
Blanka Úlehlová, roz. Urbanová (27. září 1927 Židlochovice – 8. srpna 2018 Praha) byla česká bioložka zabývající se studiem půdních mikroorganizmů.

## Život
V Židlochovicích prožila většinu svého života. Byla členkou Sokola. Jejím manželem byl Jiří Úlehla, syn Vladimíra Úlehly, rostlinného fyziologa a etnografa. Měli dva syny, Martina Úlehlu (aeronautický inženýr) a Tomáše Úlehlu, který se věnuje zdravotní technice a informatice.

## Profesní dráha
Po ukončení studií na Přírodovědecké fakultě Univerzity Karlovy v Praze pracovala Blanka Úlehlová ve Výzkumném ústavu krmivářském v Pohořelicích. V roce 1962 nastoupila do Botanického ústavu Československé akademie věd v Brně, kde působila až do odchodu do penze. Vedla zde skupinu půdních mikrobiologů s výzkumem zaměřeným na koloběh dusíku v suchozemských travinných, mokřadních a mělkovodních ekosystémech. Je autorkou téměř stovky vědeckých prací, např. 
Byla členkou ekologické sekce Československé biologické společnosti, která v letech 1970–1989 pořádala semináře upozorňující na neutěšený stav životního prostředí a krajiny v Československu a její závěry byly cenzurovány. Od roku 1990 navázala na tuto činnost v rámci Společnosti pro trvale udržitelný život (STUŽ). V roce 2013 jí Česká společnost pro ekologii udělila čestné členství. Po odchodu do penze působila jako expertka a oponentka v oborech půdní mikrobiologie a ekologie, byla členkou mnoha komisí zabývajících se trvale udržitelným rozvojem.